# بروس ثوم
بروس ثوم (بالإنجليزية: Bruce Thom)‏ هو أكاديمي أسترالي، ولد في 1939.